# Ágios Donátos
Ágios Donátos är en ort i Grekland.   Den ligger i prefekturen Thesprotia och regionen Epirus, i den västra delen av landet, 300 km nordväst om huvudstaden Aten. Ágios Donátos ligger 360 meter över havet och antalet invånare är 262.
Terrängen runt Ágios Donátos är kuperad söderut, men norrut är den bergig. Runt Ágios Donátos är det glesbefolkat, med 15 invånare per kvadratkilometer. Närmaste större samhälle är Paramythiá, 0,54 km sydost om Ágios Donátos. 